# Tres dies amb la família
Pour plus de détails, voir Fiche technique et Distribution.
Tres dies amb la família est un film espagnol réalisé par Mar Coll, sorti en 2009.

## Synopsis
Léa revient dans sa famille pour trois jours durant lesquels aura lieu l'enterrement de son grand-père.

## Fiche technique
- Titre : Tres dies amb la família
- Titre espagnol : Tres días con la familia
- Réalisation : Mar Coll
- Scénario : Mar Coll et Valentina Viso
- Musique : Maik Maier
- Photographie : Neus Ollé
- Montage : Elena Ruiz
- Production : Sergi Casamitjana, Lita Roig et Aintza Serra (producteurs délégués)
- Société de production : Catalan Films & TV, Escándalo Films, Televisió de Catalunya et Televisión Española
- Pays :  Espagne
- Genre : Drame
- Durée : 86 minutes
- Dates de sortie : 
  -  Espagne : 18 juillet 2009

## Distribution
- Nausicaa Bonnín : Léa
- Eduard Fernández : Josep Maria
- Philippine Leroy-Beaulieu : Joëlle
- Ramon Fontserè : Pere
- Francesc Orella : Toni
- Amàlia Sancho : Virginia
- Aida Oset : Mar
- Artur Busquets : Pau
- Isabel Rocatti : Montse
- Maria Ribera : Laia
- Greta Fernández : Bet
- Cristina Gàmiz : Aurora
- Abril Zamora : Pere Jr.
- David Verdaguer : Jordi
- Mercè Compte : Maria
- David Vert : Marit Aurora
- Dafnis Balduz : Andreu
- Nadina Campas : Amiga
- Josep Maria Busquets : Mossèn
- Greta Fernández : enfant

## Distinctions
Le film est nommé pour deux prix Goya et a reçoit le prix Goya du meilleur nouveau réalisateur.
Il reçoit également plusieurs Prix Gaudí, notamment celui du meilleur film en langue catalane.